# Beretta Cx4 Storm
Beretta Cx4 Storm là loại súng có thể xem là súng cạc-bin vì nó hơi dài nhưng sử dụng đạn súng ngắn do công ty Beretta tại Ý phát triển và chế tạo. Súng được phát triển để sản xuất dùng cho thị trường dân sự như thể thao và tự vệ nên các nhà thiết kế đã quan tâm đến hình dáng thẩm mỹ và khả năng tác chiến của súng, nó cũng có thể trang bị cho các lực lượng thi hành công vụ. Cx4 Storm có hình dáng để xạ thủ thoải mái khi sử dụng và có thể sử dụng được cả hai tay nhưng nếu muốn tháo súng để bảo trì thì nhà sản xuất khuyên nên đến xưởng sản xuất.

## Thiết kế
Beretta Cx4 Storm sử dụng cơ chế nạp đạn blowback sử dụng bolt bọc nòng và bắn với khóa nòng đóng. Nút kéo lên đạn nằm ở cả hai bên thân súng để có thể dùng thuận cả hai tay. Thân súng được làm bằng nhựa chịu lực tổng hợp, thân súng chia ra làm hai phần và được gắn với nhau bởi đinh ghim. Nút khóa an toàn nằm ở phía trên cò súng và có thể nằm ở bên trái hay bên phải tùy vào yêu cầu lúc sản xuất. Cơ chế điểm hỏa của súng là hoạt động đơn với búa điểm hỏa nằm trong thân súng, cùng một số cơ chế khóa tự động để súng không khai hỏa khi va chạm mạnh hoặc bị xóc lúc di chuyển. Súng có đòn bẩy điều khiển việc mở khe nhả vỏ đạn khi hết đạn hay không.
Hệ thống nhắm cơ bản của súng là điểm ruồi nhưng có thanh răng trên thân để gắn các hệ thống nhắm khác phù hợp với yêu cầu hơn. Các thanh răng cũng được gắn ở cả hai bên thân súng và dưới nòng súng để gắn các hệ thống hỗ trợ tác chiến nếu muốn như tay cầm, hệ thống nhắm laser... Hộp đạn rời của súng có thể dùng chung với các loại hộp đạn súng ngắn khác của Beretta. Súng có 4 mẫu sử dụng bốn loại đạn khác nhau là 9×19mm Parabellum, 9×21mm, 10×22mm và 11.43×23mm. Súng được đánh giá là có độ giật thấp và thiết kế của súng khá thoải mái cho xạ thủ sử dụng.